# 克里斯默斯 (密西西比州)
克里斯默斯（英語：Christmas）是位於美國密西西比州玻利瓦縣的非建制地區。

## 地理
克里斯默斯所處的海拔為高於海平面43米（即141英呎），而該地所採用的時區為UTC-6，即北美中部時區（CST）。同時該地設有夏令時間，為UTC-6調快一小時，即UTC-5（CDT）。